# 3D-Modellierung
In der 3D-Computergrafik ist 3D-Modellierung der Prozess der Entwicklung einer auf mathematischen Koordinaten basierenden Repräsentation von der Oberfläche eines Objektes in 3 Dimensionen mithilfe einer speziellen Software, in dem Ecken, Kanten und Flächen in einem 3D-Cyberspace räumlich dargestellt werden.
Dreidimensionale Modelle werden aus der geometrischen Repräsentation eines physikalischen Körpers, verbunden mit verschiedenen geometrischen Körpern, wie Dreiecken, Linien, Rechtecke etc. generiert. Mithilfe verschiedener Informationen (Punkte und anderer Informationen), können 3D-Modelle manuell, alghoritmisch oder mit Hilfe von 3D-Scannern generiert werden. Deren Oberfläche wird mit Hilfe von Texturen eingefärbt.